# Bierzwnica (gromada)
Bierzwnica – dawna gromada, czyli najmniejsza jednostka podziału terytorialnego Polskiej Rzeczypospolitej Ludowej w latach 1954–1972.
Gromady, z gromadzkimi radami narodowymi (GRN) jako organami władzy najniższego stopnia na wsi, funkcjonowały od reformy reorganizującej administrację wiejską przeprowadzonej jesienią 1954 do momentu ich zniesienia z dniem 1 stycznia 1973, tym samym wypierając organizację gminną w latach 1954–1972.
Gromadę Bierzwnica z siedzibą GRN w Bierzwnicy utworzono – jako jedną z 8759 gromad na obszarze Polski – w powiecie białogardzkim w woj. koszalińskim na mocy uchwały nr 43/54 WRN w Koszalinie z dnia 5 października 1954. W skład jednostki weszły obszary dotychczasowych gromad Bierzwnica, Bronowo, Kluczkowo, Przyrzecze i Stare Resko ze zniesionej gminy Brzeźno w tymże powiecie.
13 listopada 1954 (z mocą wstecz od 1 października 1954) gromadę włączono do nowo utworzonego powiatu świdwińskiego w tymże województwie, gdzie ustalono dla niej 15 członków gromadzkiej rady narodowej.
1 stycznia 1958 do gromady Bierzwnica włączono wieś Karsibór ze zniesionej gromady Łabędzie w powiecie drawskim w tymże województwie
31 grudnia 1959 z gromady Bierzwnica wyłączono wieś Karsibór, włączając ją do gromady Brzeźno w tymże powiecie.
31 grudnia 1961 do gromady Bierzwnica włączono wsie Borkowo i Cieszeniewo ze zniesionej gromady Sława w tymże powiecie.
Gromada przetrwała do końca 1972 roku, czyli do kolejnej reformy gminnej.